# Дейлам (шахрестан)
Дейлам (на персийски: شهرستان دیلم) е шахрестан в провинция Бушер, югозападен Иран.
Разположен е на брега на Персийския залив и заема най-северозападната част на провинцията. Населението му е 34 828 души (по преброяване от септември 2016 г.). Административен център е град Бандар Дейлам.